# Tetraponera latifrons
Tetraponera latifrons är en myrart som först beskrevs av Carlo Emery 1912.  Tetraponera latifrons ingår i släktet Tetraponera och familjen myror. Inga underarter finns listade i Catalogue of Life.